# Маріка фернандеська
Ма́ріка фернандеська (Cinnyris ursulae) — вид горобцеподібних птахів родини нектаркових (Nectariniidae). Мешкає в Камеруні і Екваторіальній Гвінеї.

## Поширення і екологія
Фернандеські маріки мешкають на заході Камеруну, зокрема на схилах гори Камерун, а також на острові Біоко. Вони живуть у вологих гірських тропічних лісах і високогірних чагарникових заростях. В Камеруні зустрічаються на висоті від 950 до 2050 м над рівнем моря, на острові Біоко на висоті від 1000 до 1200 м над рівнем моря. 

## Поведінка
Фернандеські маріки живляться безхребетними, зокрема мурахами і павуками, а також нектаром і насінням. Гніздо куполоподібне з бічним входом, зроблене з моху, корінців і павутиння. В кладці 1-2 яйця.